# بورون (مدينة)
بورون (بالألمانية: Büron) هي مدينة في مقاطعة سوري في كانتون لوسيرن في سويسرا.
ذكر لأول مرة عام 1130 باسم Burron